# Phil Kennemore
 (mars 2014).
Si vous disposez d'ouvrages ou d'articles de référence ou si vous connaissez des sites web de qualité traitant du thème abordé ici, merci de compléter l'article en donnant les références utiles à sa vérifiabilité et en les liant à la section « Notes et références ».
Phil Kennemore, né le 20 octobre 1953 et mort le 7 janvier 2011 à l'hôpital de Stanford, est un bassiste de hard rock américain,. Il était avec le guitariste Dave Meniketti un des cofondateurs du groupe de hard rock Yesterday & Today, connu dans les années 1980 sous l'abréviation Y&T.